# Ermöglichungsdidaktik
Die Ermöglichungsdidaktik ist eine Form der Didaktik, die auf den Prinzipien der Selbstbestimmung und Selbststeuerung beruht und von Rolf Arnold geprägt wurde. Sie geht davon aus, dass ein Lernprozess in anderen  nicht vom Dozenten von außerhalb erzeugt werden kann, der Dozent kann nur durch die geeigneten Rahmenbedingungen den inneren Lernprozess ermöglichen. Ein vergleichbarer Ansatz ist die interaktionistisch-konstruktivistische Didaktik von Kersten Reich.

## Grundsätze
Vor einem konstruktivistischen Hintergrund geht die Ermöglichungsdidaktik davon aus, dass Wissen nicht erzeugt werden kann. Hier grenzt sie sich von erzeugungsdidaktischen Ansätzen und Belehrungstheorien ab, da sie davon ausgeht, dass gleiche Vorgaben und gleiches Verhalten  bei unterschiedlichen Lernern unterschiedliche Wirkungen erzeugen.
Für ein lernförderliches didaktisches Handeln gibt es daher laut der Ermöglichungsdidaktik keine Gesetzmäßigkeiten, vielmehr werden Bildungsprozesse ermöglicht. Eine Teilnehmerorientierung reicht demnach alleine nicht aus, sondern es müssen mehr Freiheiten ermöglicht werden. 
Das zentrale Anliegen der Ermöglichungsdidaktik ist es, Gelegenheiten für Lernprozesse in Selbstorganisation zu schaffen – der Lehrer wird zum Ermöglicher und damit Gestalter adäquater Rahmenbedingungen und Lernarrangements. Lernen wird als ein Prozess aktiver Aneignung verstanden und nicht als Aufnahme belehrender Wissensvermittlung. Die nachhaltige Kompetenzentwicklung ist aus Sicht des Lehrenden allenfalls zu ermöglichen. Der Lernprozess soll selbst gesteuert und nicht fremdbestimmt ablaufen.
Für die Ermöglichungsdidaktik besteht damit die wesentliche Aufgabe in Lehr-Lernprozessen in der Bereitstellung von vielfältigen Angeboten zur Einleitung von Lernvorgängen zur Selbsterschließung von Problembereichen, d. h. zum Aufbau einer individuellen mentalen Repräsentation (vgl. Konstruktivismus (Lernpsychologie)). Diese Aneignungstheorie des Lernens priorisiert die Entwicklung von Methoden- und Selbsterschließungskompetenzen. Sie gründet auf reflexiven Kompetenzen und versteht das Wissen nicht nur als das Kennen von Daten, sondern auch von Prozessen und Zusammenhängen. Diese Art des Wissens nähert sich dem Begriff der Kompetenz. Der subjektbezogene Kompetenzbegriff umfasst nicht nur fachliches Wissen und Können, sondern auch darüber hinausgehende Fähigkeiten wie Methodendenken und Problemlösungsfähigkeiten.

## Bezüge
Der Ansatz hat Verwandtschaften unter anderem zur Entwicklungsorientierten Bildung, zum Schülerzentrierten Unterricht und zu Umsetzungsformen wie dem Churer-Modell. 